# SummerSlam (2014)
L’édition 2014 de SummerSlam est une manifestation de catch (lutte professionnelle) télédiffusée et visible uniquement en paiement à la séance sur la chaîne de télévision française AB1, ainsi que sans supplément sur le WWE Network. L'événement, produit par la World Wrestling Entertainment (WWE), aura lieu le 17 août 2014 dans la salle omnisports du Staples Center à Los Angeles, dans l'État de Californie. Il s'agit de la vingt-septième édition de SummerSlam.

## Contexte

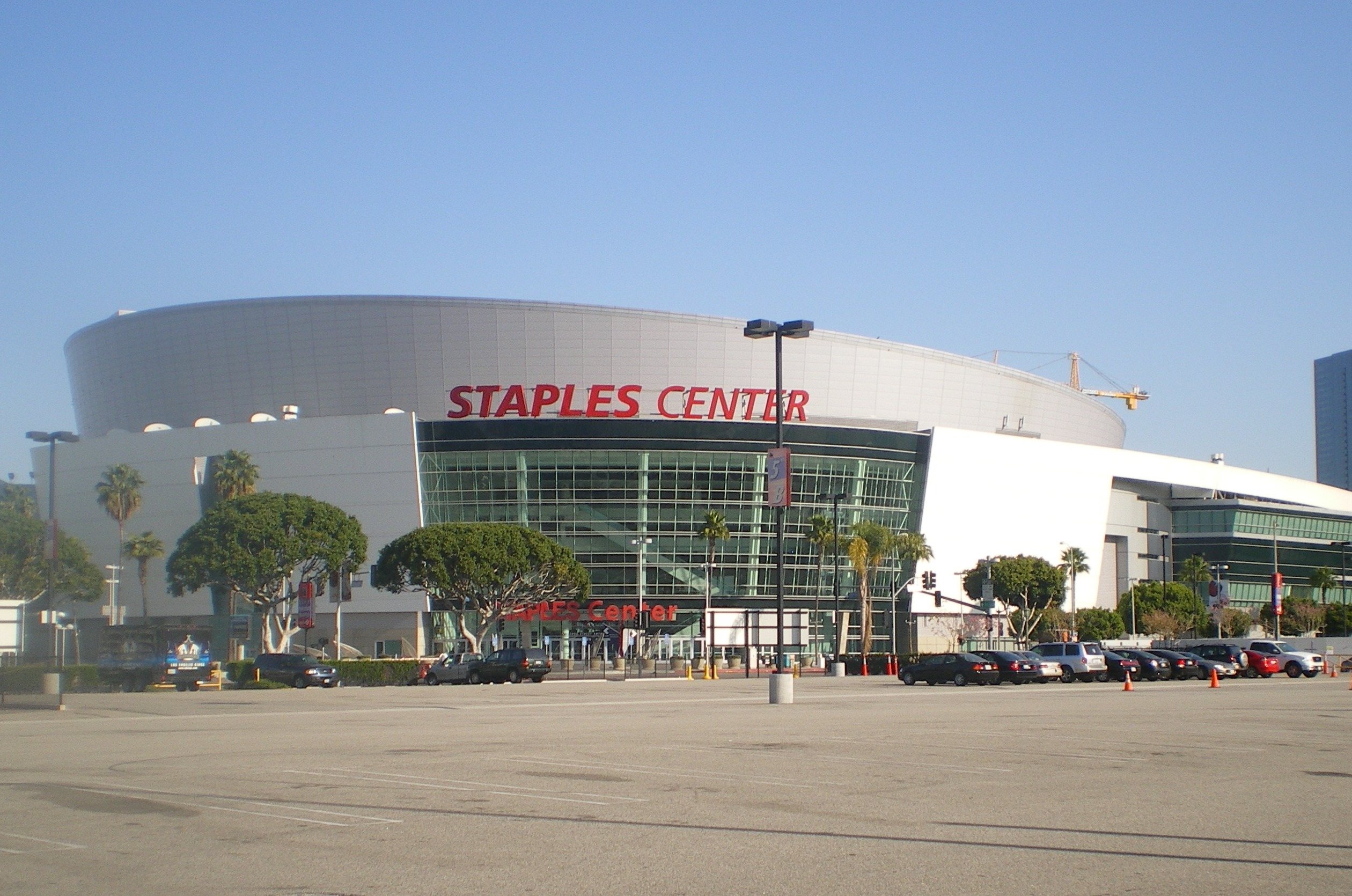
Staples Center, lieu d'organisation de SummerSlam (2014)

Les spectacles de la WWE en paiement à la séance sont constitués de matchs aux résultats prédéterminés par les scénaristes de la WWE. Ces rencontres sont justifiées par des storylines — une rivalité avec un catcheur, la plupart du temps — ou par des qualifications survenues dans les émissions de la WWE telles que Raw, SmackDown, Superstars et Main Event. Tous les catcheurs possèdent une gimmick, c'est-à-dire qu'ils incarnent un personnage gentil ou méchant, qui évolue au fil des rencontres. Un pay-per-view comme SummerSlam est donc un événement tournant pour les différentes storylines en cours.
Cette édition est aussi marqué par les coupes budgétaires qui ont entraîné l'annulation du SummerSlam Axxess, un spectacle non télévisé accolé à une convention de fans de catch.

### John Cena contre Brock Lesnar

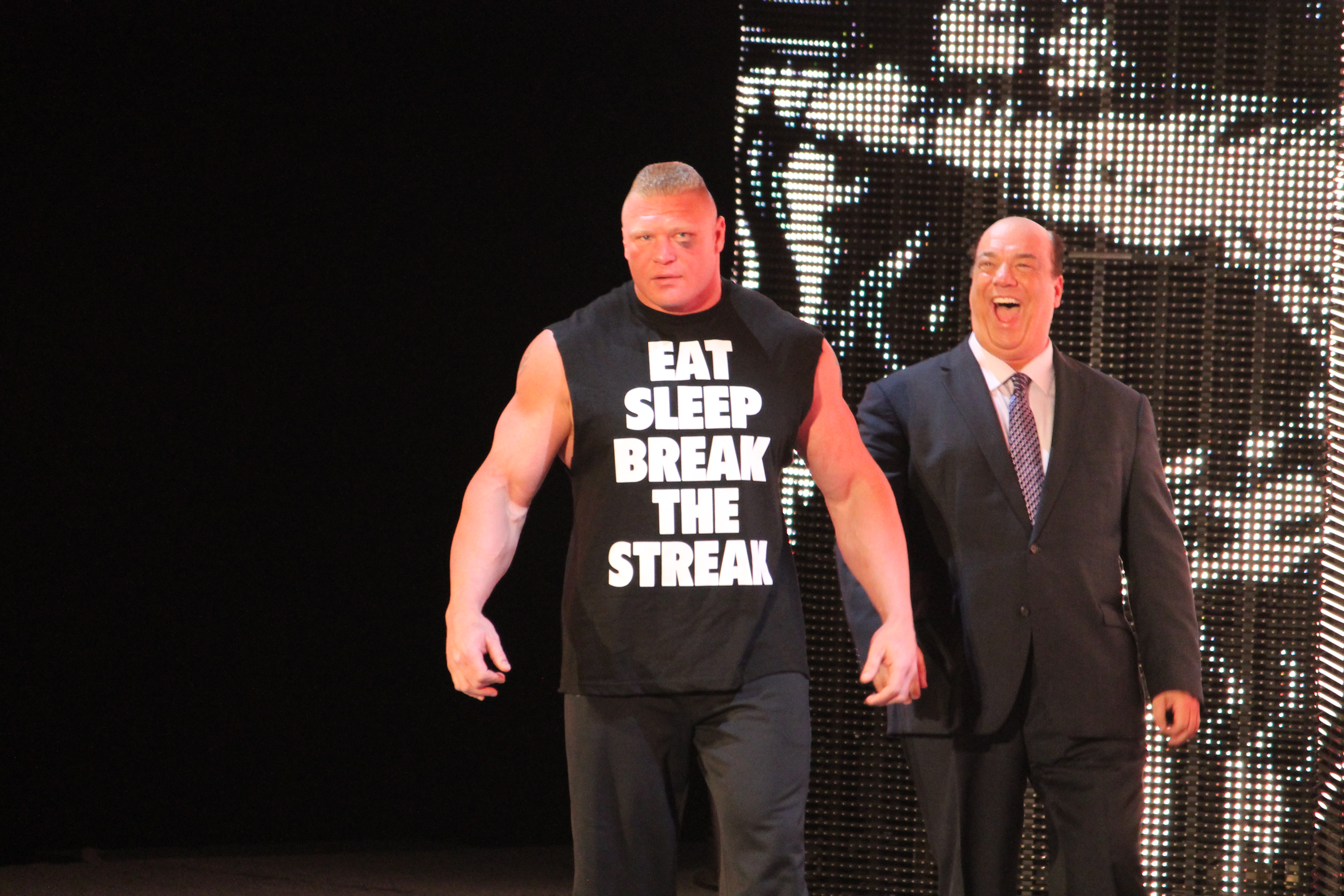
Brock Lesnar, tentera de remporter le championnat de la WWE pour la quatrième fois de sa carrière

Lors de Battleground, John Cena a réussi à conserver son titre lors du main-event contre Roman Reigns, Randy Orton et Kane. Pendant ce temps-là, Paul Heyman, éternel avocat de Brock Lesnar, convainc l'Autorité (Triple H & Stephanie McMahon) de lui faire confiance en cas de besoin d'un plan C pour les titres WWE et Poids-Lourds. Lors de RAW le 21 juillet, Brock Lesnar fait son retour, et Paul Heyman annonce sur le ring que son client et John Cena s'affronteront pour les titres à SummerSlam.

### Brie Bella contre Stephanie McMahon

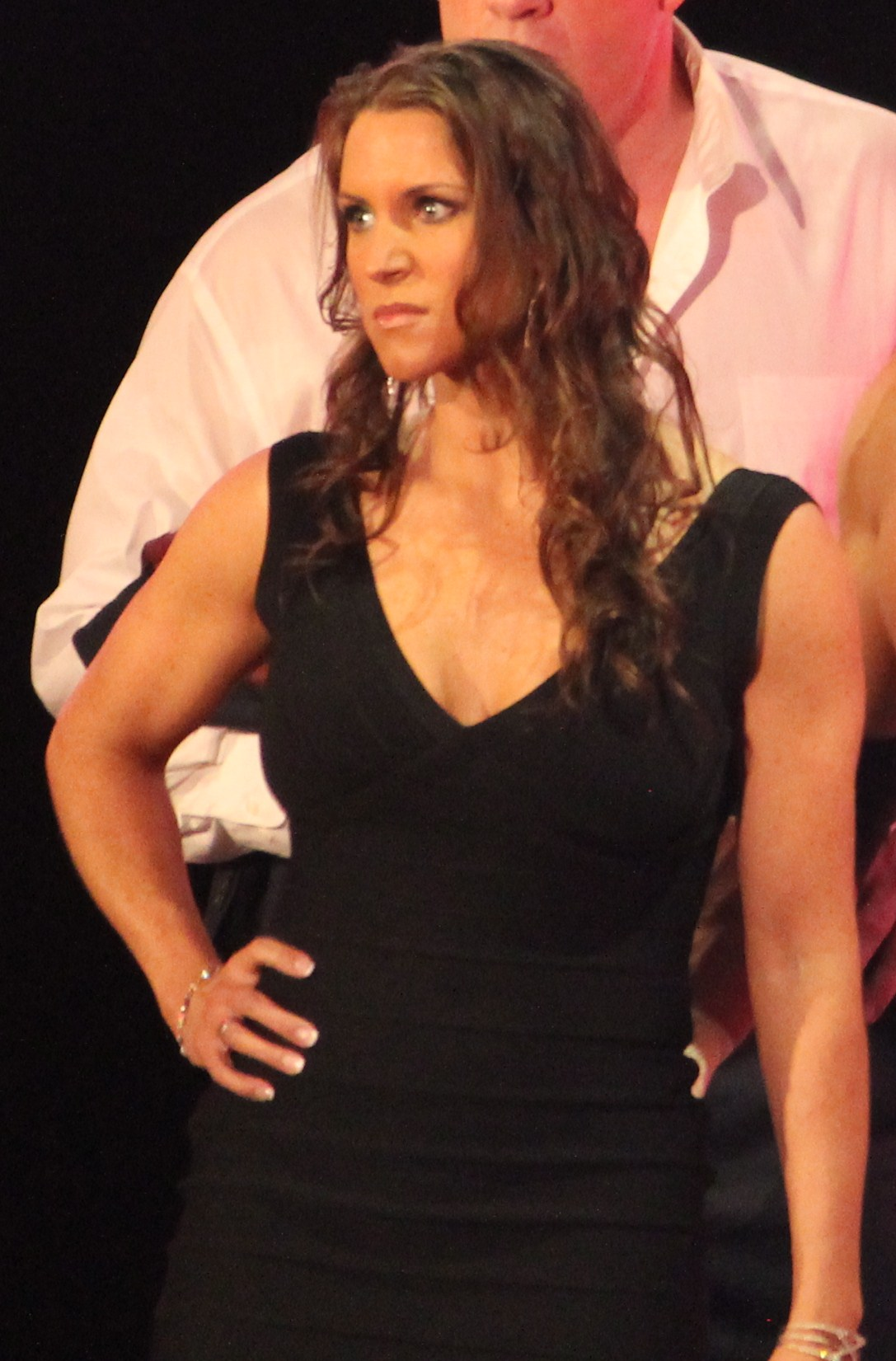
Stéphanie Mcmahon, effectuera son retour au ring après 10 ans

Lors de Payback, Brie Bella est contrainte de démissionner de la WWE (kayfabe) par Stephanie McMahon et s'en va après avoir giflée cette dernière. Plusieurs semaines plus tard et alors que Stephanie ne cesse de se venger de l'agression en infligeant à Nikki Bella des matchs à handicap, Brie fait son retour lors du Raw du 21 juillet en tant que spectatrice pour soutenir sa jumelle. Stephanie McMahon engage envers elle une nouvelle altercation et finit par la gifler à son tour. Plus tard dans la soirée, des policiers viennent l'arrêter aux abords du ring pour coups et blessures. La semaine suivante, toujours sous le coup de la plainte déposée par Brie Bella, Stephanie McMahon accepte de réengager la diva et de lui accorder un match à SummerSlam contre elle-même, afin d'éviter le procès. Après avoir conclu le deal, les deux femmes se battent jusqu'à être séparées par Triple H et les officiels.

### Chris Jericho contre Bray Wyatt
Lors de son grand retour à la WWE à RAW, le lendemain de Money in the Bank, Chris Jericho interrompt The Miz, effectuant lui aussi son retour. Arrive Bray Wyatt qui attaque Chris Jericho. Durant les RAW et SmackDown! qui suivent, les deux hommes se croiseront plusieurs fois non sans violences. Leur match à Battleground est rapidement annoncé. Lors de ce match, Luke Harper et Erick Rowan sont, pour la première fois, renvoyés aux vestiaires, ce qui permettra à Chris Jericho de gagner le match sans interférence extérieure. Le lendemain à RAW, Chris Jericho se fait à nouveau attaquer par la Wyatt Family, La semaine qui suit, leur nouveau match est annoncé pour SummerSlam.

## Tableau des résultats
| #                                                                | Match                                                       | Stipulation                                             | Durée |
| ---------------------------------------------------------------- | ----------------------------------------------------------- | ------------------------------------------------------- | ----- |
| Kickoff                                                          | Rob Van Dam bat Cesaro                                      | Match simple                                            | 8:06  |
| 1                                                                | Dolph Ziggler bat The Miz (c)                               | Match simple pour l'Intercontinental Championship       | 7:57  |
| 2                                                                | Paige bat AJ Lee (c)                                        | Match simple pour le WWE Divas Championship             | 4:55  |
| 3                                                                | Rusev (avec Lana) bat Jack Swagger (avec Zeb Colter) par KO | Flag match                                              | 9:01  |
| 4                                                                | Seth Rollins bat Dean Ambrose                               | Lumberjack match                                        | 10:55 |
| 5                                                                | Bray Wyatt bat Chris Jericho                                | Match simple                                            | 12:53 |
| 6                                                                | Stephanie McMahon bat Brie Bella                            | Match simple                                            | 11:06 |
| 7                                                                | Roman Reigns bat Randy Orton                                | Match simple                                            | 16:30 |
| 8                                                                | Brock Lesnar (avec Paul Heyman) bat John Cena (c)           | Match simple pour le WWE World Heavyweight Championship | 16:05 |
| (c) désigne le(s) champion(s) défendant son titre dans le match. |                                                             |                                                         |       |